# 利艾斯陨击坑
利艾斯陨击坑（Liais）是火星南海区的一座撞击坑，其中心坐标位于南纬75.4度、西经252.8度处，直径132公里，该特征取名自法国天文学家、植物学家暨探险家伊曼纽尔·利艾斯（1826年-1900年），1973年被国际天文联合会行星系统命名工作组批准接受。
利艾斯陨击坑坑底显示出了分层的岩层，火星许多地方都有分层叠压的岩层，当火星全球探勘者号发回图像时，对火星地层的研究得以大幅扩展。岩石可通过火山、风或水多种方式的作用形成岩层。在《火星沉积地质学》中，可找到许多有关火星岩层的详细讨论。格罗辛格（Grotzinger）和米利肯（Milliken）撰写的一篇论文讨论了水和风在形成沉积岩层中的作用。

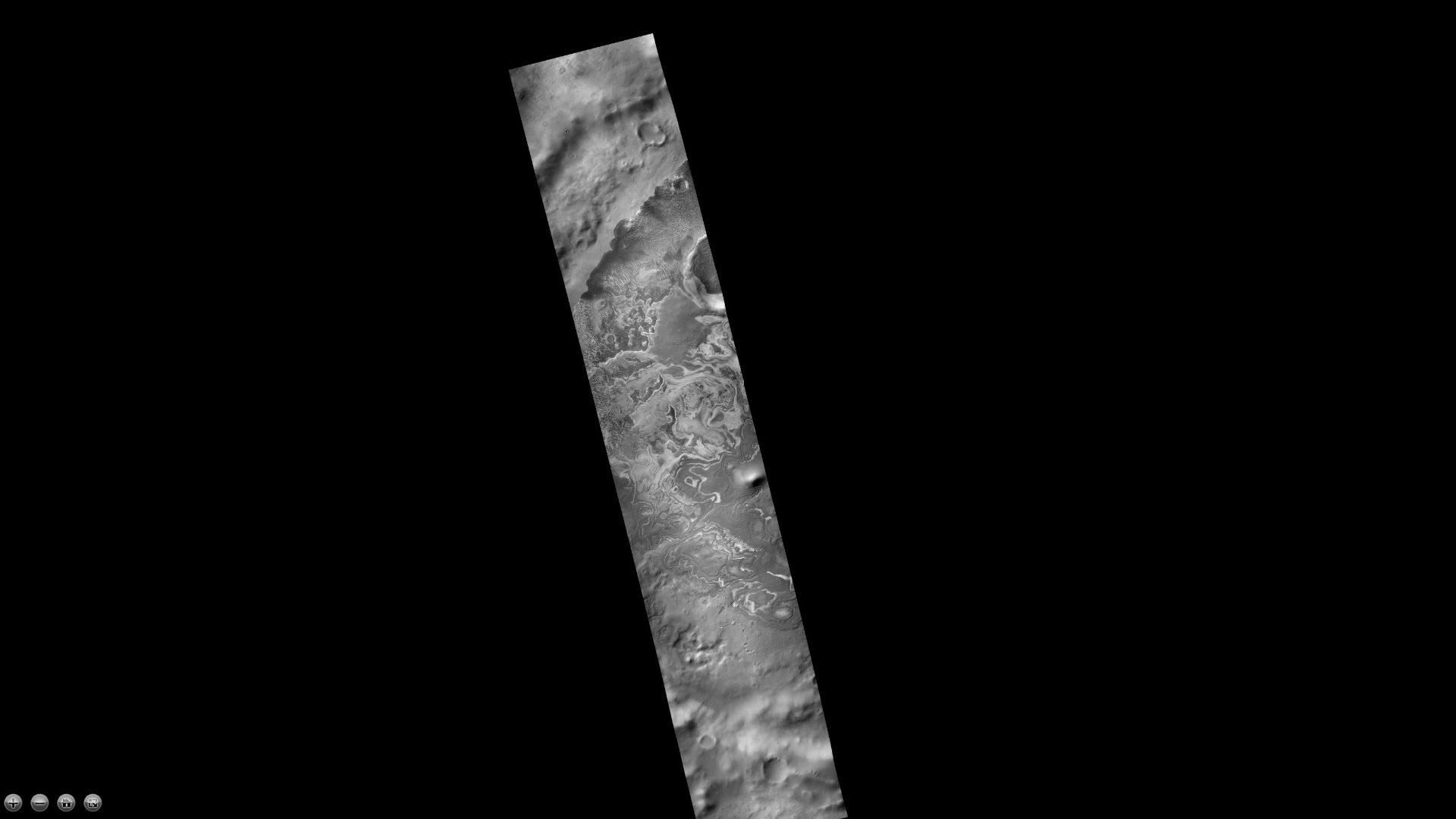
火星勘测轨道飞行器背景相机拍摄的利艾斯陨击坑。
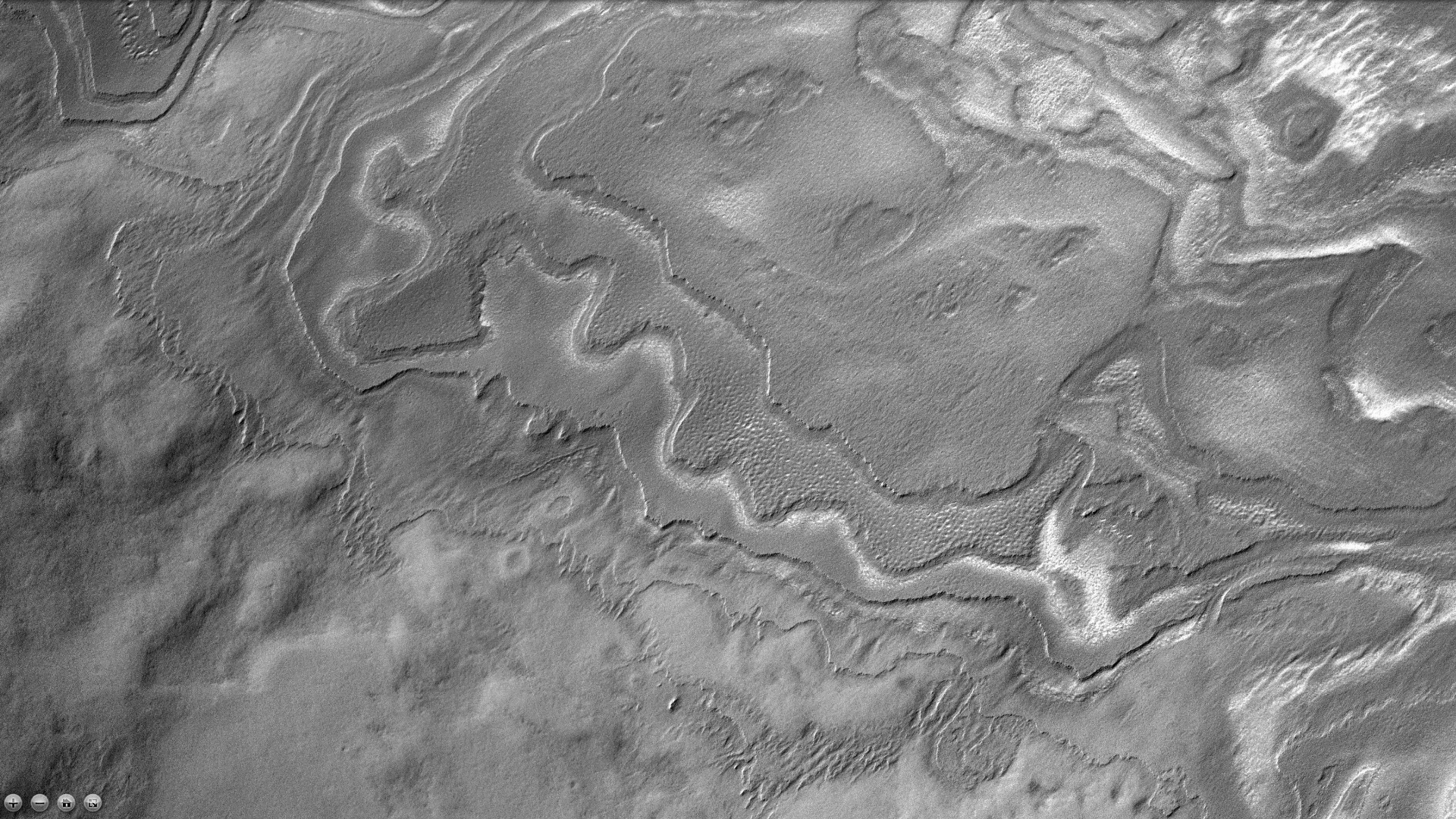
背景相机拍摄的坑底岩层，注：这是前一幅图像的放大版。

## 另请查看
- 火星气候
- 火星地质
- 撞击坑
- 撞击事件
- 火星撞击坑
- 火星矿石资源
- 行星体系命名法
- 火星水文

## 推荐阅读
- 格罗辛格和米利肯(合著).  2012年. 《火星地质沉积》. 地质学会.